# Ebulioskopija
Ebulioskopija (lat. ebullire: vreti, ključati + -skopija) je metoda određivanja relativne molekulske mase neke nehlapljive i nedisocirane tvari mjerenjem povišenja vrelišta njezine otopine. Kako je tlak para iznad otopine takve tvari uvijek manji od tlaka para čistog otapala pri istoj temperaturi, vrelište je otopine više od vrelišta čistog otapala. Pojava se temelji na Raoultovu zakonu, prema kojem je sniženje tlaka para, a time i povišenje vrelišta, upravno razmjerno molnom udjelu otopljene tvari.

## Povišenje temperature vrelišta
Čisto otapalo stvara tlak para temeljem težnje molekula da napuste tekuću fazu otapala i da se rasprše kao plin, koji je kaotični skup čestica. Kada se nehlapljiva tvar otopi u otapalu otopina je kaotičnija nego početno otapalo. Ta povećana kaotičnost u otopini slabi težnju molekula da napuste otopinu a to znači da je tlak para sada niži. Niži tlak para zahtjeva dovođenje dodatne topline kako bi se postigla temperatura vrelišta, dakle vrelište otopine je više od vrelišta čistog otapala. Mjerenje povišenja vrelišta predstavlja način određivanja molne mase otopljene tvari a postupak se naziva ebulioskopija. Matematički izraz kojim se računa relativna molekulska masa je:
{\displaystyle \Delta T=i\cdot K_{b}\cdot b}
i - broj čestica na koje disocira otopljena tvar, (za nedisocirane tvari i=1,  za NaCl i=2, za CaCl2 i=3 ...)
Kb - ebulioskopska konstanta otapala (Kkg/mol)
b - molalnost otopine (množina otopljene tvari / masa otapala, mol/kg)

## Ebulioskopske konstante
Primjeri nekih ebulioskopskih konstanti:
| Tvar             | temperatura vrenja / °C | Kb, ebulioskopska konstanta / (Kkg/mol) |
| ---------------- | ----------------------- | --------------------------------------- |
| benzen           | 80,10                   | 2,53                                    |
| kamfor           | 208,30                  | 6,0                                     |
| etanska kiselina | 118,10                  | 3,07                                    |
| voda             | 100,0                   | 0,52                                    |

### Primjer izračuna[2]
0,668 g kamfora otopimo u 20 g benzena, vrelište otopine se povisi za 0,646 K. Kolika je molna masa kamfora?
Jednadžbu {\displaystyle \Delta T=i\cdot K_{b}\cdot b} koristimo ja utvrđivanje molaliteta otopine.
{\displaystyle b={\frac {\Delta T}{K_{b}}}={\frac {0,646\quad K}{2,67\quad Kkg/mol}}=0,242\quad mol/kg}
0,668 g kamfora u 20 g otapala odgovara 33,4 g u 1 kg, znači da je molalitet otopine: {\displaystyle \quad b={\frac {33,4}{M_{r}}}mol/kg}
Izjednačavanjem dvaju izraza dobivamo:{\displaystyle \quad 0,242={\frac {33,4}{M_{r}}}\quad ili\quad M_{r}={\frac {33,4}{0,242}}=138}

## Koligativna svojstva
Rezultat iz prethodnog primjera dobit ćemo uvijek isti za istu množinu bilo koje otopljene tvari. Dakle rezultat je neovisan o prirodi tvari i njenim kemijsko-fizikalnim svojstvima, ovisan je jedino o broju otopljenih molekula (jedinki). Takva svojstva otopina nazivamo koligativna svojstva. Pravilo vrijedi za otopine u kojima su međučestične sile zanemarive, odnosno koje su razrijeđene.
Pored povišenja temperature vrelišta otopina u koligativna svojstva ubrajamo sniženje temperature ledišta i osmozu.